# Waterford GAA
Il Waterford County Board, più conosciuto come Waterford GAA, è uno dei 32 county board irlandesi responsabile della promozione degli sport gaelici nella contea di Waterford e dell'organizzazione dei match della propria rappresentativa (Waterford GAA è usato anche per indicare le franchigie degli sport gaelici della contea) con altre contee. Fu fondato nel 1886.
Sebbene l'hurling sia lo sport generalmente più praticato, complessivamente anche il calcio gaelico gode di ampia popolarità.

## Colori e simbolo
La divisa prevede una maglietta bianca, con decorazioni blu e sponsorizzata da 3, pantaloncini e calze blu. In origine e fino al 1936 la maglia era completamente blu, come le calze, mentre i calzoncini erano blu. Il simbolo prevede tre navi vichinghe, dal simbolo di Waterford, affiancate da una torre sulla sinistra: si tratta della Torre circolare di Ardmore. La torre poggia su un prato verde e le navi sono sul mare sullo sfondo.

## Hurling
L'hurling è molto popolare nella contea, come del resto in tutta la provincia del Munster a parte Kerry. La squadra ha vinto due titoli nazionali All-Ireland nel 1948 e 1959, oltre che nove titoli provinciali. Nonostante l'alto livello della squadra, mantenuto nel corso degli anni, essa è stata sempre offuscata a livello provinciale dalle strapotenti Cork e Tipperary.

### Titoli
- All-Ireland Senior Hurling Championships: 2
  - 1948, 1959
- All-Ireland Under-21 Hurling Championships: 1
  - 1992
- All-Ireland Minor Hurling Championships: 2
  - 1929, 1948
- All-Ireland Junior Hurling Championships: 2
  - 1931, 1934
- National Hurling Leagues: 2
  - 1963, 2007
- Munster Senior Hurling Championships: 9
  - 1938, 1948, 1957, 1959, 1963, 2002, 2004, 2007, 2010
- Munster Under-21 Hurling Championships: 3
  - 1974, 1992, 1994
- Munster Minor Hurling Championships: 4
  - 1929, 1948, 1992, 2009
- Munster Junior Hurling Championships: 3
  - 1931, 1934, 1936
- Munster Intermediate Hurling Championships: 1
  - 2007
- Waterford Crystal Cups:2
  - 1998 2010
- McGrath Cups:1
  - 1981

## Calcio gaelico
La popolarità dello sport è sempre stata piuttosto alta, anche se i risultati sono sempre scarseggiati. A livello nazionale il massimo risultato consiste nel raggiungimento della finale dell'All-Ireland Senior Football Championship, persa contro Dublino per 2-8 - 0-4. Nello stesso anno la squadra si era aggiudicata il suo unico Munster Senior Football Championship.

### Titoli
- All-Ireland Senior Football Championships: nessuno
- All-Ireland Under-21 Football Championships: nessuno
- All-Ireland Minor Football Championships: nessuno
- All-Ireland Junior Football Championships: 2
  - 1999, 2004
- National Football Leagues: nessuno
- McGrath Cup: 1
  - 1981
- Munster Senior Football Championships: 1
  - 1898
- Munster Under-21 Football Championships: 1
  - 2003
- Munster Minor Football Championships: nessuno
- Munster Junior Football Championships: 3
  - 1948, 1999, 2004